# Some Day One Day
A Some Day One Day a negyedik dal a brit Queen együttes 1974-es Queen II albumáról. A szerzője Brian May gitáros volt. Az album úgynevezett Fehér oldalára került, amelyre egy kivétellel csak May írt dalokat. Ez volt az első olyan Queen dal, amelyet ő énekelt, erre utal a dal első sora: ezelőtt még nem hallottad a dalomat/a zene túl hangos volt. A korai időszakban valóban hangosabb heavy metal dalokat szerzett, amelyek inkább Freddie Mercury hangjához illettek.
Ő játszott a pengetős hangszereken. Az alapritmust egy 12-húros akusztikus gitárral adta meg, majd a Red Special elektromos gitárjával támogatta a hangzást.
Ezzel kapcsolódik az album több másik dalához, amelyek összességében egy a szokásosnál egységesebb, misztikus és mesei hangulatot, kölcsönöznek az albumnak. Egyes értelmezések szerint May egy olyan világ utáni vágyát fogalmazza meg benne, ahol a kapcsolatok tökéletesek, és az emberek boldogok. Ehhez a témához az 1998-as Another World című szólóalbumán is visszatért.

## Közreműködők
- Ének: Brian May
- Háttérvokál: Brian May, Freddie Mercury

Hangszerek:
- Roger Taylor: Ludwig dobfelszerelés
- John Deacon: Fender Precision Bass
- Brian May: Red Special, Ovation 12-húros akusztikus gitár

## Külső hivatkozások
- Dalszöveg